# Chiesa di Santa Lucia Extra
La chiesa di Santa Lucia Extra è un luogo di culto cattolico che sorge nel quartiere di Santa Lucia a Verona; si tratta di una chiesa parrocchiale facente parte del vicariato di Verona Sud nell'omonima diocesi.

## Storia
La storia della chiesa di Santa Lucia è stata piuttosto agitata, tanto che venne più volte distrutta e ricostruita. Il primo documento che ne fa menzione è datato 973, un atto di vendita che attesta la cessione all'oratorio di un terreno con delle case, mentre una successiva testimonianza del 1178 parla già di un convento di frati con annessa chiesa. Nel 1252 il vescovo Iacopo di Breganze autorizzò l'edificazione di una nuova chiesa in sostituzione della precedente, tuttavia nel 1260 la nuova chiesa e il convento furono rasi al suolo, probabilmente durante le scorrerie dell'esercito guidato da Ezzelino III da Romano, così la chiesa venne essere ricostruita tra il 1309 e il 1319 insieme al monastero, che questa volta venne occupato dalle monache benedettine.

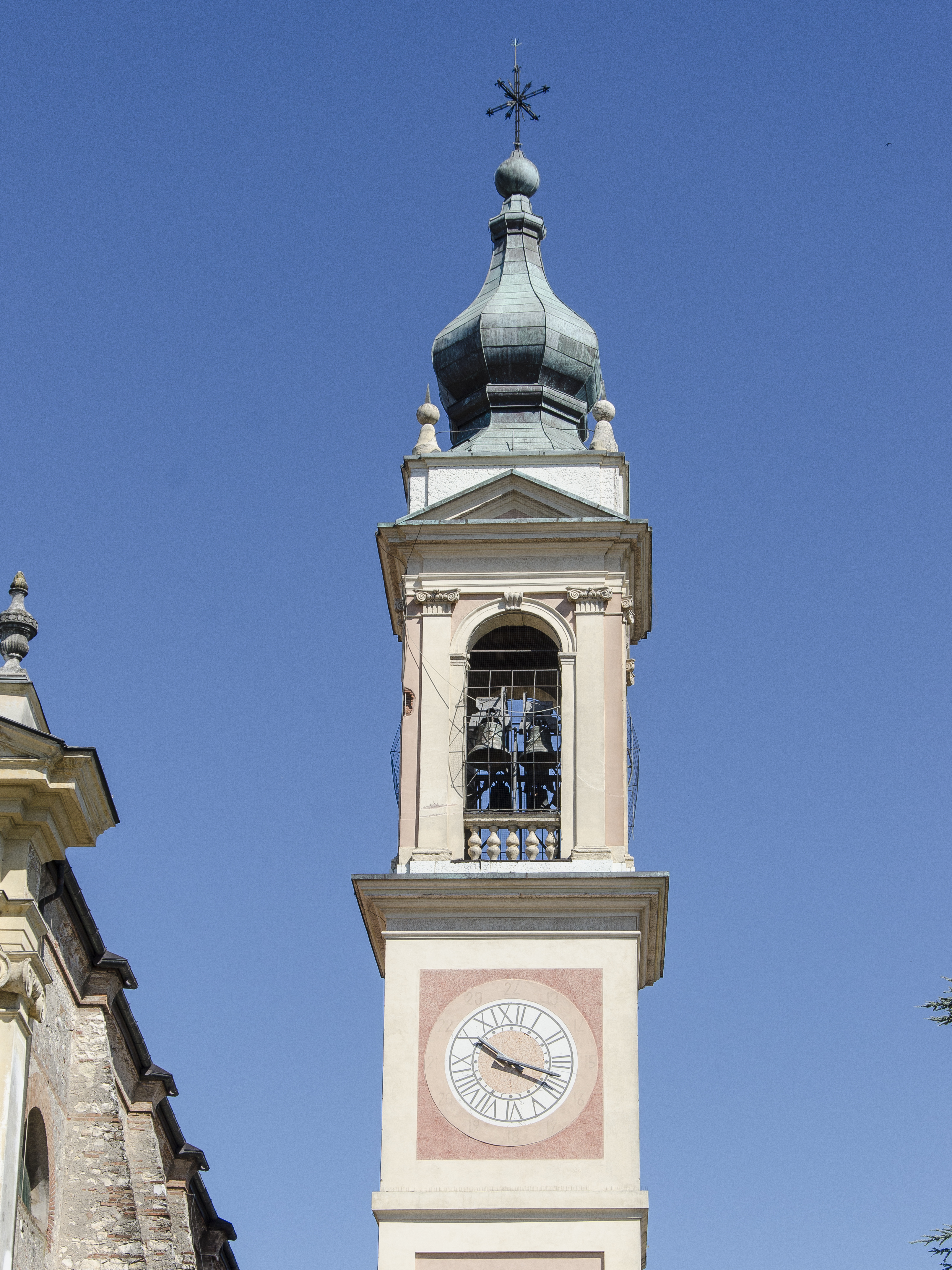
Il campanile del XVIII secolo

Altro anno importante fu il 1517, quando la Repubblica di Venezia decise, per ragioni di ordine militare, di abbattere ogni manufatto posto entro un miglio dalle mura di Verona, tra cui la chiesa e il monastero di Santa Lucia. Una nuova chiesa venne così ricostruita nel 1518 a maggiore distanza dalla città, proprio nel punto in cui sorge l'attuale edificio chiesastico. Questo venne finalmente eretto a parrocchia autonoma il 21 ottobre 1649, grazie a un decreto del vescovo Marco Giustiniani.
Intorno all'inizio del XVIII secolo venne edificato il campanile, ancora oggi presente, mentre sul finire del secolo successivo iniziarono i lavori di ampliamento della chiesa; tuttavia in fase di cantiere, il 23 ottobre 1898, la chiesa subì un grave crollo, perciò l'edificio venne sostanzialmente ricostruito nella sua forma definitiva, che ancora oggi lo contraddistingue: l'edificazione del nuovo tempio fu spedita, così che il 12 aprile 1900 fu già benedetto. La consacrazione della chiesa, e di un nuovo altare, avvenne finalmente il 26 giugno 2005 ad opera del vescovo Flavio Roberto Carraro.

## Descrizione

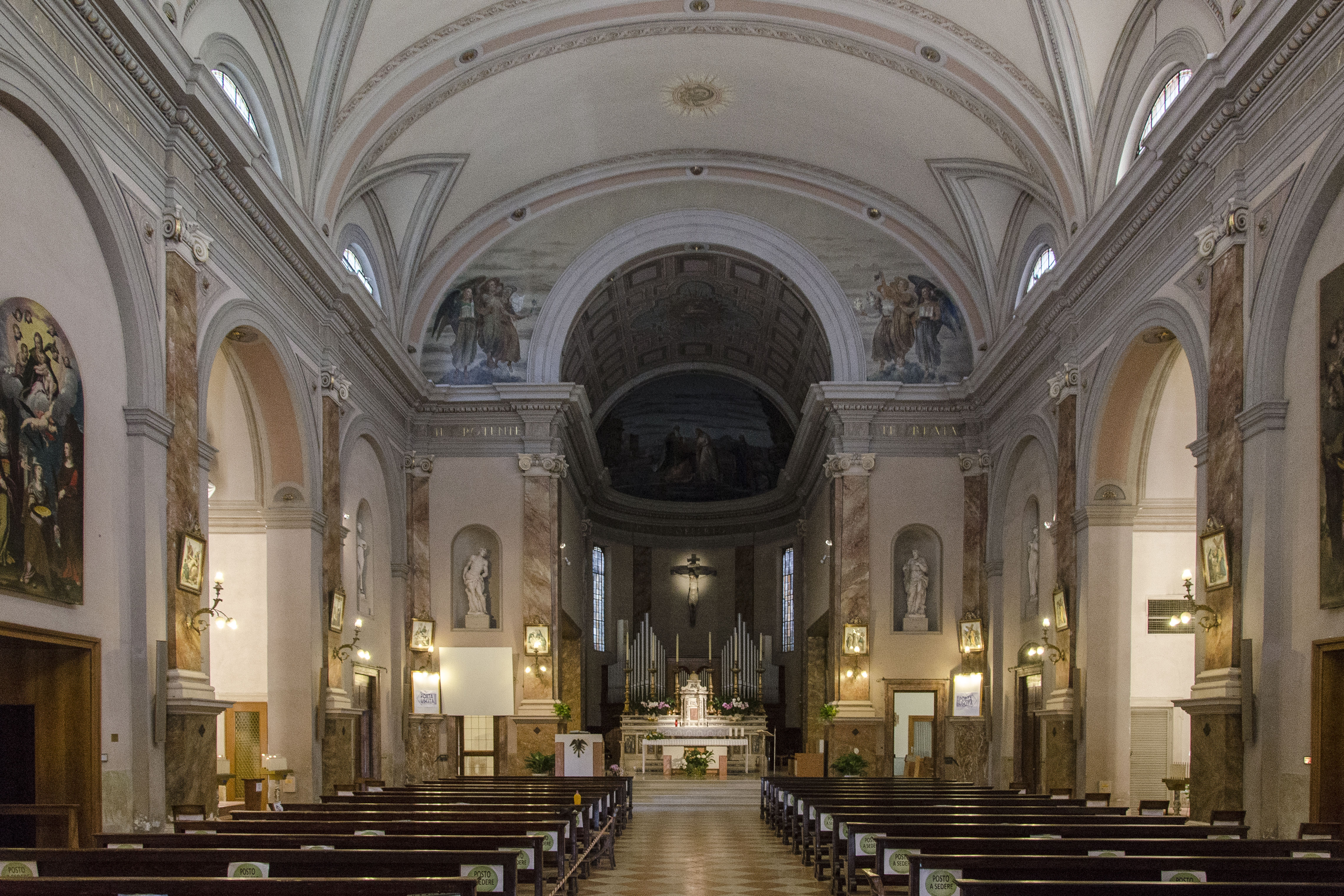
L'interno

La facciata a capanna, intonacata, è caratterizzata da due coppie di paraste ioniche che si appoggiano su una zoccolatura e reggono la trabeazione; al centro si trova invece il portale d'ingresso timpanato e più in alto un'iscrizione e una finestra semicircolare. Ai lati del portale d'ingresso si trovano due nicchie ove sono state collocate le statue di Santa Lucia e di Sant'Antonio da Padova. I muri laterali sono invece con paramento murario a vista e sono ritmati da imponenti contrafforti che si rastremano verso l'alto: essi inquadrano in basso i volumi emergenti delle cappelle e in alto le finestre semicircolari che illuminano l'aula interna.
Il campanile si contraddistingue per un fusto slanciato dotato di orologio e di una cella campanaria a edicola, con quattro ampie monofore dotate di balaustra, e terminante in alto con una copertura a cipolla e quattro pinnacoli.
La chiesa ha una pianta ad aula rettangolare a unica navata, con presbiterio rialzato di quattro gradini e terminante con un'abside semicircolare. I prospetti laterali sono scanditi da lesene ioniche che inquadrano delle arcate cieche alternate ad arcate contenenti, invece, le quattro cappelle laterali. Ai due lati del presbiterio si trovano una cappella feriale (a sinistra) e un'aula più piccola (a destra). Tra le varie opere d'arte all'interno si trovano alcune statue inserite entro nicchie e le pitture di Agostino Pegrassi, situate nel catino absidale e nell'arco trionfale.